# Universitat Fisk
La Universitat Fisk és una universitat privada històricament negra de Nashville (Tennessee). La universitat es va fundar el 1866 i el seu campus de 40 acres (160.000 m2) és un districte històric inscrit al Registre Nacional de Llocs Històrics.